# إدي كلايتون
إدي كلايتون (بالإنجليزية: Eddie Clayton)‏ (7 مايو 1937 في المملكة المتحدة - ) هو لاعب كرة قدم بريطاني في مركز الوسط. لعب مع توتنهام هوتسبير ونادي ساوثيند يونايتد ونادي مارغيت.

## وصلات خارجية
- إدي كلايتون على موقع قاعدة بيانات كرة القدم.إي يو (الإنجليزية)